# Tiroteo en la escuela STEM Highlands Ranch de 2019
El 7 de mayo del año 2019, se dio un tiroteo en la escuela STEM School Highlands Ranch, una escuela autónoma ubicada en el condado de Douglas, Colorado, Estados Unidos, en el suburbio de Highlands Ranch en Denver. durante el evento un estudiante murió y otros ocho resultaron heridos. Los autores del tiroteo fueron dos adolescentes, los estudiantes Alec McKinney y Devon Erickson, fueron condenados por docenas de cargos y sentenciados a cadena perpetua.

## Antecedentes
Un semestre antes, en diciembre de 2018, un padre anónimo supuestamente llamó al director de la Junta de Educación Escolar del Condado de Douglas para expresar su preocupación sobre la escuela, específicamente sobre el acoso y la violencia. Un funcionario del distrito escribió una carta el 19 de diciembre de 2018, instando al Director Ejecutivo de la escuela a investigar las inquietudes para determinar su legitimidad y tomar las medidas correctivas que puedan ser apropiadas. La respuesta judicial de la escuela  fue la de presentar una demanda por difamación en contra del padre que había presentado acusaciones de que la escuela era una olla a presión para la violencia o un tiroteo en la escuela.
Semanas antes, el 29 de abril de 2019, la articuló en Wikipedia de STEM School Highlands Ranch incluía la oración: "Se implementan programas contra el suicidio, para ayudar a reducir las posibilidades de suicidio y tiroteos escolares". El siguiente comentario fue agregado por un editor anónimo ese día. KDVR describió esto como "una posible advertencia". Todas las ediciones anónimas en Wikipedia dejan una dirección IP de la computadora del editor y, según un sitio web de búsqueda de direcciones IP, la ubicación de la edición parece ser Littleton, Colorado, que está cerca de donde ocurrió el tiroteo, y no se realizaron otras ediciones en Wikipedia. realizado por esa dirección IP. El comentario finalmente fue eliminado de la página.
La escuela chárter K-12 tenía matriculado aproximadamente 1850 estudiantes. En la fecha del tiroteo, la escuela no tenía oficiales de policías asignados y en su lugar la escuela utilizaba guardianía privada.

## Tiroteo
Pasado el medio día a las 1:53 p. m., Devon Erickson, de 18 años, y Alec McKinney, de 16, ingresaron a la escuela con pistolas y otras armas escondidas en estuches de guitarras. Abrieron fuego en dos lugares separados, disparando a varios estudiantes. La escuela procedió a anunciar un cierre, y la Oficina del Sheriff del condado de Douglas emitió una advertencia a través de Twitter para evitar el área, describiéndola como una "situación inestable". La policía respondió a la escuela dos minutos después de la primera llamada al 911 y un robot de desactivación de bombas fue llevado a la escuela después de que se encontrara equipo táctico dentro de uno de los vehículos de los sospechosos. Un enlace de radio bidireccional directo desde la escuela hasta el centro de despacho del alguacil del condado de Douglas se acredita con la pronta respuesta; la Escuela STEM es una de las pocas así equipadas.
Según un estudiante, Devon Erickson supuestamente sacó un arma y gritó: "nadie se mueva". Kendrick Ray Castillo saltó sobre él y recibió un disparo mortal en el pecho. Luego, Erickson fue sometido y desarmado por otros dos estudiantes. Esto ocurrió en la sección de secundaria de la escuela, mientras que Alec McKinney apuntó a la sección de secundaria e hirió a cuatro estudiantes antes de ser abordado por un guardia de seguridad armado.
McKinney había planeado suicidarse después del tiroteo, pero "no sabía cómo usar el seguro [en un arma] y no está familiarizado con las armas". En cambio, un guardia de seguridad ordenó a McKinney que se tirara al suelo y lo arrestaron.
Los oficiales no tuvieron que disparar a los sospechosos antes de que fueran detenidos, y luego confirmaron que se usaron al menos dos pistolas en el tiroteo, con tres pistolas y un rifle recuperados. Sin embargo, hubo un caso de fuego amigo durante la respuesta en el que un guardia de seguridad privado reaccionó a la boca de un arma que venía por la esquina, que luego se estableció que estaba en manos de un ayudante del alguacil del condado de Douglas. Los oficiales también fueron a la casa de Erickson y confiscaron un automóvil con un grafiti pintado a mano que decía "A la mierda la sociedad", así como "666" y un pentagrama .

## Víctimas
Un estudiante murió y otros ocho resultaron heridos en el tiroteo, dos estaban en estado grave. El 12 de mayo, los últimos heridos fueron dados de alta del hospital. Los funcionarios dijeron a los periodistas en ese momento que la víctima más joven tenía 15 años. No hubo muertes ni lesiones en el personal docente ni administrativo; todas las víctimas fueron estudiantes.
Al menos tres estudiantes, los estudiantes de último año de 18 años Kendrick Castillo, Joshua Jones y Brendan Bialy, se abalanzaron sobre un atacante, luego identificado como Erickson. Los tres estudiantes saltaron de sus pupitres y arrojaron al pistolero contra la pared. El tirador disparó varios tiros mientras forcejeaban con él. Castillo fue asesinado en su intento de detener al pistolero, Jones recibió dos disparos y recibió lesiones que no ponen en peligro su vida en la pierna y la cadera. Bialy logró arrebatarle el arma al tirador durante la lucha.

## Asesinos
Los dos sospechosos, eran estudiantes de la escuela, y que fueron detenidos en dos lugares separados luego del tiroteo. Los medios de comunicación locales informaron que las armas utilizadas por los sospechosos fueron robadas a uno de los padres y que las fuerzas del orden no sabían nada antes del ataque. Algunos medios de comunicación se esforzaron por evitar dar a conocer las identidades de los sospechosos, en un esfuerzo por sumarse a la campaña #NoNotoriedad, que busca evitar premiar con reconocimiento a los tiradores.
Uno de los perpetradores, Devon Michael Erickson que se autoidentificaba como gay,  tenía 18 años en el momento del tiroteo. Según una entrevista con uno de los estudiantes de la escuela STEM, en repetidas ocasiones, Erickson hizo bromas sobre tiroteos en la escuela e incluso llegó a decirles a quienes lo rodeaban: "no vengan a la escuela". En Snapchat, Erickson usó el nombre de pantalla 'devonkillz'. Erickson fue fichado por 30 cargos criminales, que incluían un cargo de asesinato en primer grado y 29 cargos de intento de asesinato en primer grado. Fue retenido sin derecho a fianza en espera de su próxima comparecencia ante el tribunal.
El otro perpetrador es Alec McKinney, un adolescente transgénero, cuyo nombre de nacimiento era Maya Elizabeth. Se encontraba en el proceso de transición de género a masculino, tenía 16 años en el momento del tiroteo.
El 20 de junio, se publicó parte de las entrevistas polciales de los dos sospechosos. Según el parte de la policía,  McKinney dijo que había estado planeando el ataque durante semanas, y Erickson dijo que se enteró del ataque la noche anterior a través de Snapchat . Erickson dijo que McKinney lo amenazó y que siguió el plan de McKinney porque temía por su vida. McKinney dijo que planeaba atacar a dos estudiantes en particular, ya que lo habían intimidado y ridiculizado debido a su identidad de género y lo llamaron "repugnante". McKinney dijo que "quería que los niños de la escuela experimentaran cosas malas, que sufrieran el trauma como él lo había hecho en su vida". McKinney también afirmó que ha escuchado voces y ha sufrido pensamientos homicidas y suicidas desde los 12 años, y se negó a tomar medicamentos para "no sentirse solo". "The Voices Win" se encontró escrito en la casa de Devon Erickson antes del tiroteo. Ambos sospechosos dijeron que usaron cocaína antes del tiroteo.

## Procedimientos legales
Después de la comparecencia inicial ante el tribunal el 8 de mayo, Erickson y McKinney fueron formalmente acusados penalmente del tiroteo en una audiencia judicial el 15 de mayo en el tribunal del condado de Douglas . Cada uno de los dos sospechosos fue acusado de 48 cargos criminales, incluido "asesinato en primer grado después de la deliberación, incendio provocado y robo". McKinney fue acusado como adulto, aunque sus abogados intentaron trasladar su caso al tribunal de menores; el juez negó la moción.
El 14 de junio, se anunció que la jueza designada para supervisar los casos de los dos sospechosos se había recusado del caso de McKinney pero se quedó para supervisar el caso de Erickson.
El 2 de enero de 2020, Erickson se declaró inocente de asesinato en primer grado y otros cargos. Su juicio comenzó el 31 de mayo de 2021. Su equipo de defensa afirmó que Erickson era un cómplice que se vio obligado a cometer el tiroteo. Uno de sus abogados defensores dijo que era un "niño confundido" y "no un monstruo".
El 7 de febrero de 2020, McKinney se declaró culpable de 17 cargos en un acuerdo con la fiscalía. En el cargo de asesinato en primer grado, enfrentó una sentencia mínima de 40 años a cadena perpetua, pero podría ser elegible para ser liberado antes si ingresa a un programa de rehabilitación y gana tiempo libre por buen comportamiento. Por su edad no se le podía imponer la pena de muerte ni la cadena perpetua sin libertad condicional . Fue sentenciado a cadena perpetua con posibilidad de libertad condicional en 40 años el 18 de mayo
El 15 de junio de 2021, Devon Erickson fue condenado por 46 cargos, incluidos asesinato en primer grado, intento de asesinato en primer grado, conspiración para cometer asesinato en primer grado y suministro de una pistola a un menor. El 17 de septiembre de 2021, Erickson fue condenado a cadena perpetua sin libertad condicional, más 1282 años.

## Respuesta
El presidente de los Estados Unidos, Donald Trump emitió un comunicado en redes sociales, un día después del tiroteo, agradeciendo a los socorristas por "intervenir con valentía" y escribiendo: "Estamos en estrecho contacto con las fuerzas del orden".
El subsecretario de prensa de la Casa Blanca, Judd Deere, emitió un comunicado: "Nuestras oraciones están con las víctimas, los familiares y todos los afectados" por el tiroteo, al igual que el senador republicano Cory Gardner: "La seguridad y la comodidad de nuestras escuelas nunca deben ser tomadas". lejos". El representante demócrata Jason Crow dijo: "... tenemos una crisis de salud pública en nuestras manos. . . No es suficiente enviar pensamientos y oraciones . . . Debemos aprobar leyes de sentido común sobre la violencia armada".
Dos días después del tiroteo, se llevó a cabo una pequeña manifestación local solicitando aumentar la seguridad escolar.
La comunidad realizó varias reuniones, que incluyeron una vigilia conmemorativa interreligiosa, un servicio comunitario y una cena, y otros actos conmemorativos. Durante la vigilia, estalló una protesta y se escuchó a muchos estudiantes decir "salud mental". Una gran parte de los estudiantes abandonaron el evento, que fue organizado por un capítulo local de la Campaña Brady para prevenir la violencia armada. La huelga se produjo después de que los estudiantes escucharan discursos de miembros de la comunidad y varios políticos, a quienes los estudiantes percibieron como más preocupados por el control de armas que por la necesidad de apoyar a las víctimas del tiroteo.
Un estudiante escribió un artículo de prensa en el que criticaba la vigilia, diciendo que "muchos de los que asistieron a esta vigilia deseaban explotar nuestro dolor para apoyar agendas políticas" y que debería haberse centrado más en "honrar a Kendrick, de 18 años, quien se abalanzó sobre el tirador y resultó fatalmente disparo". Otro entrevistado poco después de la vigilia afirmó: "Entiendo que se pida el control de armas, pero como si fueran pistolas, no son AR-15 que llevan estos niños". Hay una ley en Colorado que no puede comprar un arma de fuego a menos que tenga 21 años, ¿cómo puede evitar eso?" 